# クローズ・アップ (アントン・エワルドの曲)
「クローズ・アップ」（Close Up）は、スウェーデンの歌手アントン・エワルドの3作目のシングル。

## 概要
それまでのダンス要素が薄れ、R&Bの要素が濃い作品となった。

## 収録曲
1. クローズ・アップ "Close Up"
2. クローズ・アップ（ラジオ・エディット） "Close Up (Radio Edit)"